# Urosticte ruficrissa
Az Urosticte ruficrissa  a madarak osztályának sarlósfecske-alakúak (Apodiformes)  rendjébe és a kolibrifélék (Trochilidae) családjába tartozó faj.

## Rendszerezés
Besorolása vitatott, egyes rendszerezők szerint az Urosticte benjamini alfaja  Urosticte benjamini ruficrissa néven.

## Előfordulása
Az Andok lejtőin Kolumbia és Ecuador területén honos. A természetes élőhelye szubtrópusi vagy trópusi nedves hegyi erdők.

## Külső hivatkozások
- Képek az interneten a fajról
- Internet Bird Collection
- Xeno-canto.org - a faj hangja[halott link]
- Oiseaux.net - elterjedési területe